# Bród (województwo mazowieckie)
Bród – wieś w Polsce, położona w województwie mazowieckim, w powiecie radomskim, w gminie Jedlińsk.
Wieś wchodzi w skład sołectwa Gutów.
Prywatna wieś szlachecka, położona była w drugiej połowie XVI wieku w powiecie radomskim województwa sandomierskiego. W latach 1975–1998 przysiółek administracyjnie należał do województwa radomskiego.

## Historia
W roku 1880 miejscowość opisana jest jako: wieś Bród, nad rzeką Radomką w powiecie radomskim, gminie Błotnica, parafii Jankowice. Liczyła 15 domów, 122 mieszkańców, 204 mórg. ziemi włościańskiej i 33 dworskiej.
Do 2024 r. miejscowość była przysiółkiem wsi Gutów.